# Diego Peláez Berrío
Diego Peláez de Berrío (España, 1565 - Cartago, Costa Rica, c. 1630) fue un funcionario español de la administración indiana en Costa Rica.
Contrajo nupcias en Cartago con Andrea Vézquez de Coronado, originaria de Guatemala e hija extramatrimonial del 2.º adelantado de Costa Rica Gonzalo Vázquez de Coronado y Arias Dávila. Hijos de este matrimonio fueron:
- Alonso Peláez, alcalde de Cartago de 1638 a 1646.
- Antonia Vázquez de Coronado, casada con Sebastián Pereira Cardoso y Acuña
- Alférez Juan Vázquez de Coronado y Peláez, corregidor de Quepo, casado en primeras nupcias con María de Madrigal y en segundas con Ana María de Mora Salado y Portilla.
- María Vázquez de Coronado y Peláez, casada con el capitán Jerónimo de Retes y López de Ortega, corregidor de Quepo.

Llegó a Costa Rica en 1590, año en el cual actuó como fiscal y defensor de los indígenas en una investigación judicial efectuada en el pueblo de Santa Catalina de Garabito. En 1599 fue teniente de alcalde mayor de Nicoya, cargo en cuyo ejercicio le correspondió organizar la defensa de los puertos y astilleros contra los corsarios ingleses. En 1600 fue corregidor de Quepo y en 1601 desempeñó el cargo de juez de naturales de Tierra Adentro. A partir de 1622 fue escribano público y de gobernación de Cartago.